# Великожванчицька сільська рада
Великожва́нчицька сільська́ ра́да — адміністративно-територіальна одиниця та орган місцевого самоврядування в Дунаєвецькому районі Хмельницької області. Адміністративний центр — село Великий Жванчик.

## Загальні відомості
Великожванчицька сільська рада утворена в 1932 році.
- Територія ради: 4,475 км²
- Населення ради: 2 066 осіб (станом на 2001 рік)

## Населені пункти
Сільській раді підпорядковані населені пункти:
- с. Великий Жванчик
- с. Ліпини
- с. Малий Жванчик
- с. Трибухівка
- с. Чимбарівка

## Склад ради
Рада складається з 16 депутатів та голови.
- Голова ради: Максімов Петро Васильович
- Секретар ради: Юрейко Оксана Олексіївна

### Керівний склад попередніх скликань
| Прізвище, ім'я, по батькові | Основні відомості                                                 | Дата обрання | Дата звільнення |
| --------------------------- | ----------------------------------------------------------------- | ------------ | --------------- |
| Качанюк Анатолій Петрович   | Сільський голова, 1961 року народження, безпартійний              | 26.03.2006   | 31.10.2010      |
| Максімов Петро Васильович   | Сільський голова, 1958 року народження, освіта вища, безпартійний | 31.10.2010   |                 |

Примітка: таблиця складена за даними сайту Верховної Ради України

### Депутати
За результатами місцевих виборів 2010 року депутатами ради стали:

#### За суб'єктами висування
| Суб'єкт висування | Кількість обраних депутатів | %   |
| ----------------- | --------------------------- | --- |
| Самовисування     | 16                          | 100 |

#### За округами
| № округу | Прізвище, ім'я, по батькові   | Дата визнання обраним | Освіта             | Партійна приналежність                  | Відомості про обраного депутата                                                      |
| -------- | ----------------------------- | --------------------- | ------------------ | --------------------------------------- | ------------------------------------------------------------------------------------ |
| 1        | Кушнір Борис Борисович        | 01.11.2010            | середня спеціальна | позапартійний                           | Великожванчицький сільський будинок культури, директор                               |
| 2        | Климишен Юрій Петрович        | 01.11.2010            | середня            | позапартійний                           | приватний підприємець                                                                |
| 3        | Магдюк Ольга Володимирівна    | 01.11.2010            | вища               | позапартійна                            | приватний підприємець                                                                |
| 4        | Сусляк Галина Степанівна      | 01.11.2010            | вища               | позапартійна                            | Великожванчицьке відділення поштового зв'язку, завідувачка                           |
| 5        | Горіх Олександр Борисович     | 01.11.2010            | середня спеціальна | член Політичної партії «Сильна Україна» | Великожванчицька сільська рада, землевпорядник, інспектор військово-облікового столу |
| 6        | Проданчук Василь Павлович     | 01.11.2010            | середня            | позапартійний                           | пенсіонер                                                                            |
| 7        | Пухка Тетяна Петрівна         | 01.11.2010            | середня            | позапартійна                            | тимчасово не працює                                                                  |
| 8        | Юрейко Оксана Олексіївна      | 01.11.2010            | середня спеціальна | позапартійна                            | Великожванчицька сільська рада, секретар                                             |
| 9        | Гандзюк Валерій Петрович      | 01.11.2010            | вища               | позапартійний                           | Великожванчицька медична амбулаторія, головний лікар                                 |
| 10       | Решетнік Тетяна Володимирівна | 01.11.2010            | середня            | позапартійна                            | Великожванчицька сільська рада, касир                                                |
| 11       | Ковтонюк Оксана Миколаївна    | 01.11.2010            | середня спеціальна | позапартійна                            | тимчасово не працює                                                                  |
| 12       | Кузнець Володимир Петрович    | 01.11.2010            | середня            | позапартійний                           | пенсіонер                                                                            |
| 13       | Піхурець Петро Васильович     | 01.11.2010            | вища               | позапартійний                           | Великожванчицька медична амбулаторія, педіатр                                        |
| 14       | Тарасюк Сергій Андрійович     | 01.11.2010            | вища               | позапартійний                           | Великожванчицький обласний санаторій, головний лікар                                 |
| 15       | Олійник Ніна Василівна        | 01.11.2010            | середня спеціальна | позапартійна                            | тимчасово не працює                                                                  |
| 16       | Хникін Віктор Миколайович     | 01.11.2010            | середня спеціальна | позапартійний                           | Дунаєвецький район електромереж, електромонтер                                       |